# Ertzica
Ertzica is een geslacht van vlinders van de familie snuitmotten (Pyralidae), uit de onderfamilie Galleriinae.

## Soorten
- E. dohrni Hering, 1903
- E. heracleus Zeller, 1877
- E. morosella Walker, 1863
- E. psolopasta (Turner, 1913)